# Carne (film 1991)
Carne è un mediometraggio del 1991 scritto e diretto da Gaspar Noé.

## Trama
Un macellaio parigino seduce un'operaia, che sparisce poco dopo la nascita della loro figlia Cynthia. L'uomo cresce da solo la bambina, che trascorre tutte le sue giornate davanti al televisore. Gli anni passano e il macellaio continua a lavare sua figlia come un bambino, reprimendo la tentazione d'incesto. Il giorno delle sue prime mestruazioni la figlia s'impaurisce e va a trovare il padre in macelleria che, in seguito a un malinteso, crede sia stata stuprata da un operaio arabo.
L'uomo si precipita nel cantiere vicino e pugnala un innocente: la vittima miracolosamente si salva, ma il macellaio viene arrestato, venendo così costretto a vendere il negozio, mentre la figlia finisce in una casa di cura. Dopo la sua scarcerazione l'uomo trova lavoro come cameriere in un bar e va a vivere con la padrona del locale, la quale vende la sua attività, in modo che la coppia possa ricominciare da zero, da qualche altra parte.

## Produzione
La pellicola introduce la figura del macellaio senza nome, protagonista di quello che sarà il primo lungometraggio di Noé, Seul contre tous (1998).

## Riconoscimenti (parziale)
- Festival di Cannes
  - 1991 - Premio Settimana internazionale della critica